# Clădirea fostei clinici de boli oftalmice fondată de medicul Iulia Kviatkovski (Chișinău)
Clădirea fostei clinici de boli oftalmice fondată de medicul Iulia Kviatkovski este o clădire amplasată pe str. București, 119 în Chișinău, Republica Moldova. Este un monument istoric și arhitectural de importanță națională inclus în Registrul monumentelor Republicii Moldova ocrotite de stat cu nr. 196 (municipiul Chișinău). Datează din 1909-1910.